# Chrysopa benaventi
Chrysopa benaventi är en insektsart som först beskrevs av Navás 1930.  Chrysopa benaventi ingår i släktet Chrysopa och familjen guldögonsländor. Inga underarter finns listade i Catalogue of Life.